# Segundo Libro de Enoc
El Segundo Libro de Henoc (usualmente abreviado como 2 Henoc, y conocido también como Henoc eslavo o Los secretos de Henoc) y "El Libro de Los Secretos de Henoc II"
es un texto pseudoepigráfico compuesto por diversos "libros" que se datan desde el siglo III a. C. hasta el VI d. C, datado aproximadamente por consenso de filólogos e historiadores hacia el 70 d. C.  y  compuesto de diversas fuentes.

## Descripción
No está relacionado con el más antiguo 1 Enoc ni con otros dos libros de Enoc (3 y 4); porque todos esos libros son apócrifos la numeración fue puesta por los estudiosos para distinguir los dos textos. Solo se ha conservado en eslavo eclesiástico conocido como Enoc el Eslavo de este apócrifo solo se conocían fragmentos de fuentes Rusas como las publicadas por Popov (Obzor, 164-169), pero se sabe con certeza que es una traducción de un original en griego. Se piensa que la versión griega (desconocida) podría proceder a su vez de un original hebreo y/o arameo datado hacia el 70 D.C. Se han propuesto fechas de elaboración que van desde el siglo I hasta el siglo X de nuestra era, aunque la más aceptada es la primera. 
Fue descubierto por el profesor Matvej I. Sokolov en 1886 en los archivos de la Biblioteca Pública de Belgrado. Hoy el texto se conoce por cinco manuscritos, que transmiten dos versiones diferentes (conocidas como “versión larga” y “versión corta”, de las cuales la segunda parece más fiel a un hipotético original). Algunos comentaristas de la obra han hallado ciertas influencias cristianas, aunque no está claro si corresponden al texto original o a sus posteriores traducciones y reelaboraciones.
El libro comienza con el relato de Henoc, en primera persona, de un viaje a través de los diez Cielos que culmina en un encuentro con Yahvéh. Sigue una discusión sobre la creación del mundo, y las instrucciones de Dios a Enoc para que regrese a la Tierra y difunda lo que ha aprendido. Las enseñanzas de Enoch duran treinta días; a su término Enoc regresa al Cielo y se transforma en el ángel Metatrón. A partir de este momento, la narración pasa a la tercera persona y cuenta las historias de Matusalén, Nir (el hermano pequeño de Noé) y Melquisedec hijo de Nir y Sopanima.